# Varsonofij (Vynnyčenko)
Varsonofij (světským jménem: Volodymyr Semenovyč Vynnyčenko; * 19. března 1961, Stalino) je ukrajinský duchovní Ruské pravoslavné církve a arcibiskup kokčetauský a akmolinský.

## Život
Narodil se 19. března 1961 ve Stalinu (dnes Doněck).
Po střední škole nastoupil na Doněckou průmyslovou školu a po dokončení studia odešel pracovat do Rostova na Donu. Roku 1981 se přestěhoval do Majkopu, kde pracoval jako stavbyvedoucí.
Roku 1993 dokončil Moskevskou technickou univerzitu.
Dne 21. července 1994 se stal ekonomem majkopské eparchie.
Dne 7. ledna 1995 jej arcibiskup Alexandr (Timofejev) rukopoložil na diákona. Byl určen pro službu v katedrálním chrámu Majkopu. Dne 19. ledna 1995 byl rukopoložen na jereje.
Dne 6. prosince 1995 vstoupil do kléru doněcké eparchie.
Dne 21. srpna 1996 byl postřižen na monacha se jménem Varsonofij na počest svatého Varsonofija Optinského. Od roku 1997 působil v Kasperivském monastýru.
Dne 31. srpna 1998 se stal představeným chrámu svatého Tichona v Novodoněcku a blagočinným Novodoněckého okruhu horlivské eparchie. Dne 15. listopadu byl povýšen na igumena.
Od roku 2000 sloužil jako představený chrámu svatého Agapita Pečerského v Doněcku a od roku 2002 jako zpovědník Iverského monastýru.
Dne 15. dubna 2004 byl povýšen na archimandritu.
Roku 2007 dokončil Moskevský duchovní seminář.
Od roku 2008 přednášel historii Ruské pravoslavné církve a teologii na Doněcké národní univerzitě.
Dne 15. března 2013 jej Svatý synod Ukrajinské pravoslavné církve zvolil biskupem novoazovským a vikářem doněcké eparchie. Dne 29. března byl oficiálně jmenován biskupem a následující den proběhla jeho biskupská chirotonie. Hlavním světitelem byl metropolita kyjevský a celé Ukrajiny Volodymyr (Sabodan).
Dne 17. srpna 2022 byl povýšen na arcibiskupa. Dne 20. března 2025 jej Svatý synod jmenoval arcibiskupem kokčetauským a akmolinským.